# Cölln
Artikeln behandlar den historiska staden i nuvarande Berlin. Ej att förväxla med Cöln, en äldre stavning av Köln.

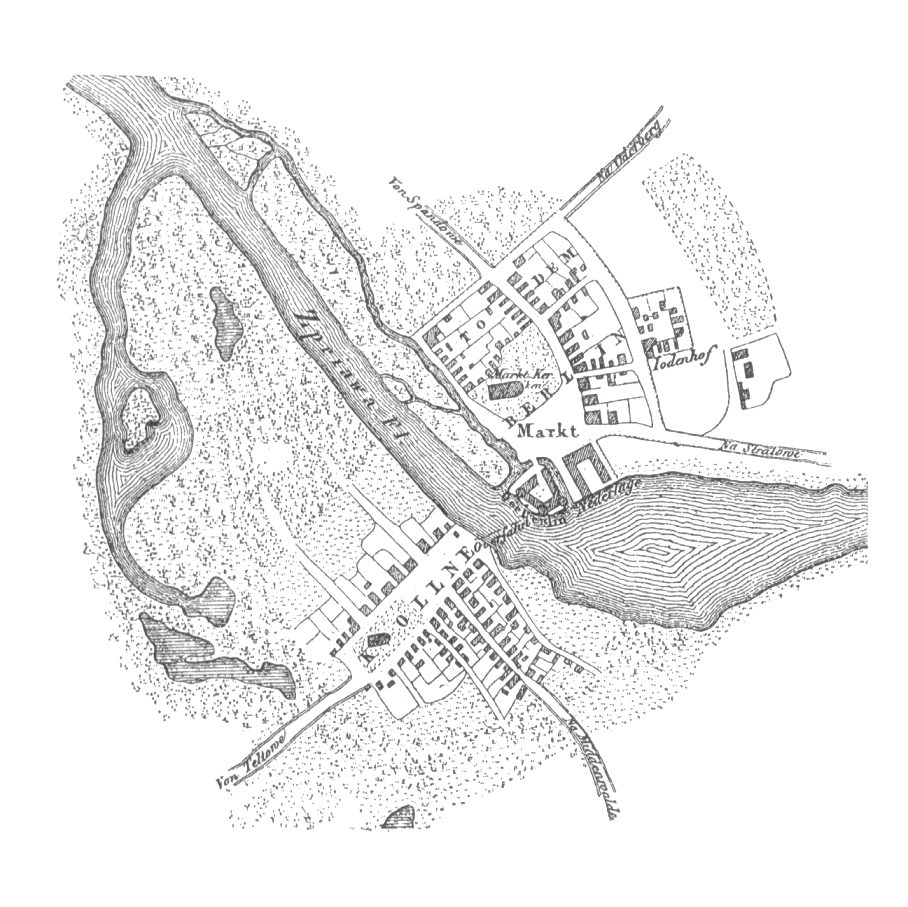
Berlin och Cölln omkring 1270.

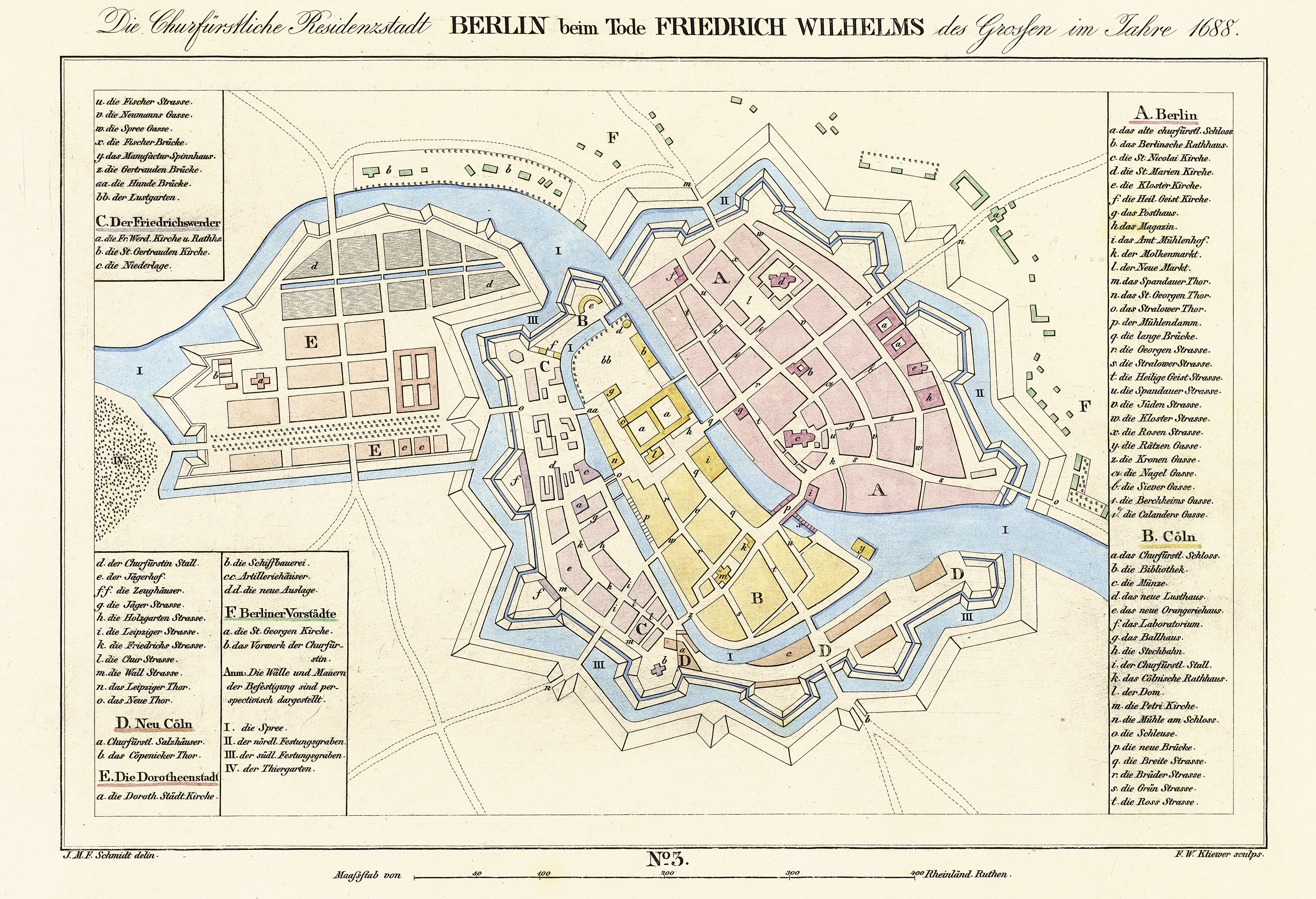
Cölln (gulmarkerat) i Berlin omkring 1688. Karta av J.M.F. Schmidt, 1835.

Cölln eller Cölln an der Spree var ursprungligen systerstad till det gamla Berlin och låg på Spreeinsel i floden Spree, väster om det äldsta Berlin som låg nordost om Cölln i trakten omkring nuvarande Alexanderplatz.
Platsen vid flodövergången utgjorde en viktig strategisk punkt och handelsplats i regionen. Skrifterna med de äldsta omnämnandena av Cölln från 28 oktober 1237 och av Berlin från 26 januari 1244 finns på Dommuseum i Brandenburg an der Havel. Vid denna tidpunkt var Cölln en liten stad omkring nuvarande Petriplatz på Spreeinsel, uppförd omkring Petrikyrkan som grundats av munkar från Brandenburg an der Havel och fungerade som stadens församlingskyrka.
År 1307 bildade de två städerna Cölln och Berlin en union, dubbelstaden Berlin-Cölln. Den inre administrationen var fortfarande åtskild, men man hade ett gemensamt rådhus och utåt företräddes dubbelstaden som en enhet. I slutet av 1400-talet blev Berlins stadsslott i Cölln residens för kurfurstarna av markgrevskapet Brandenburg, och genom reformationen 1536 blev den tidigare dominikanerklosterkyrkan vid slottet Berlins domkyrka.
1709 uppgick Cölln, efter beslut av kung Fredrik I i Preussen, tillsammans med Friedrichswerder, Friedrichstadt och Dorotheenstadt, i ett utvidgat Berlin, ”königliche Haupt- und Residenzstadt Berlin” ("kungliga huvud- och residensstaden Berlin").
Stadsdelen Neukölln, "Nya Cölln", har sitt namn efter Cöllns förstäder, som ursprungligen låg direkt söder om det medeltida Berlin men senare kom att beteckna ett större område omkring det som tidigare var byn Rixdorf. I samband med bildandet av Stor-Berlin, ty. Groß-Berlin, 1920, gick Cölln som administrativ indelning helt upp i stadsdelsområdet Mitte.